# Saison 2 de Designated Survivor
Chronologie
Saison 1 Saison 3
Cet article présente le guide des épisodes de la deuxième saison de la série télévisée américaine Designated Survivor.

## Généralités
- Aux États-Unis, la saison a été diffusée du 27 septembre 2017 au 16 mai 2018 sur le réseau ABC.
- Au Canada, la saison a été diffusée en simultanée sur le réseau CTV.

## Distribution

### Acteurs principaux
- Kiefer Sutherland (VF : Patrick Béthune) (1re voix : Le 9 novembre 2017, le comédien meurt d'un cancer, après avoir terminé le doublage des deux premiers épisodes de la deuxième saison.) puis (VF : Loïc Houdré) (2e voix, depuis l'ép. 3, saison 2) : le président des États-Unis Thomas Adam « Tom » Kirkman
- Natascha McElhone (VF : Danièle Douet) : la première dame des États-Unis Alex Kirkman (épisodes 1 à 10)
- Paulo Costanzo (VF : Thomas Roditi) : Lyor Boone, directeur de la communication de la Maison-Blanche
- Adan Canto (VF : Stéphane Fourreau) : Aaron Shore, chef de cabinet de la Maison-Blanche puis conseiller à la sécurité nationale
- Italia Ricci (VF : Stéphanie Hédin) : Emily Rhodes, conseillère spéciale du président puis chef de cabinet de la Maison-Blanche
- LaMonica Garrett (VF : Jean-Baptiste Anoumon) : agent du Secret Service Mike Ritter
- Zoe McLellan (VF : Léovanie Raud) : Kendra Daynes, conseillère juridique de la Maison-Blanche[1]
- Ben Lawson (VF : Jean-Baptiste Marcenac) : Damian Rennett, agent britannique du MI-6[2]
- Kal Penn (VF : Serge Faliu) : Seth Wright, le porte-parole de la Maison-Blanche
- Maggie Q (VF : Yumi Fujimori) : agent spécial du FBI Hannah Wells

### Acteurs récurrents
- Jake Epstein (VF : François Santucci) : Chuck Russink, technicien du FBI (20 épisodes)
- Terry Serpico (VF : Bruno Dubernat) : Patrick Lloyd, militaire (épisodes 1 à 3)
- Mckenna Grace (VF : Kaycie Chase) : Penny Kirkman, fille de Tom et Alex Kirkman (épisodes 2, 4, 11, 12 et 18)
- Tanner Buchanan (VF : Gabriel Bismuth-Bienaimé) : Leo Kirkman, fils de Tom et Alex Kirkman (épisodes 7, 11, 13 et 22)
- Bonnie Bedelia (VF : Anne Plumet) : Eva Booker[3] (épisodes 2, 3, 4, 6 et 7)
- Reed Diamond (VF : Pierre Laurent) : John Forstell, ancien directeur adjoint du FBI au Bureau des Affaires Internes puis directeur du FBI (7 épisodes)
- Geoff Pierson (VF : Frédéric Cerdal) : Cornelius Moss, ancien président des États-Unis devenu Secrétaire d'État (7 épisodes)
- Mykelti Williamson (VF : Paul Borne) : l'amiral Chernow, vice-chef d'État-Major des armées (épisode 6)
- Kim Raver : Dr Andrea Frost[4] (épisodes 12, 15, 16, et 18 à 20)
- Breckin Meyer : Trey Kirkman[5] (épisodes 13, 14, 17, 18, 19, 21)
- Nora Zehetner : Valeria Poriskova[6] (épisodes 13, 14, 18, 20 et 22)
- Michael J. Fox (VF : Luq Hamet) : Ethan West[7] (épisodes 18 à 22)

## Épisodes

### Épisode 1:L'Anniversaire
- États-Unis /  Canada : 27 septembre 2017 sur ABC[8] / CTV
- France : 6 octobre 2017 sur Netflix
- Québec : 31 janvier 2018 sur Club Illico

- États-Unis : 5,50 millions de téléspectateurs[9] (première diffusion)
- Canada : 1,776 million de téléspectateurs[10] (première diffusion + différé 7 jours)

### Épisode 2:In Cauda Venenum
- États-Unis /  Canada : 4 octobre 2017 sur ABC / CTV
- France : 13 octobre 2017 sur Netflix
- Québec : 31 janvier 2018 sur Club Illico

- États-Unis : 4,80 millions de téléspectateurs[11] (première diffusion)
- Canada : 1,666 million de téléspectateurs[12] (première diffusion + différé 7 jours)

### Épisode 3:Épidémie
- États-Unis /  Canada : 11 octobre 2017 sur ABC / CTV
- France : 20 octobre 2017 sur Netflix
- Québec : 31 janvier 2018 sur Club Illico

- États-Unis : 4,61 millions de téléspectateurs[13] (première diffusion)
- Canada : 1,551 million de téléspectateurs[14] (première diffusion + différé 7 jours)

### Épisode 4:Un exercice d'équilibre
- États-Unis /  Canada : 18 octobre 2017 sur ABC / CTV
- France : 27 octobre 2017 sur Netflix
- Québec : 31 janvier 2018 sur Club Illico

- États-Unis : 4,34 millions de téléspectateurs[15] (première diffusion)
- Canada : 1,531 million de téléspectateurs[16] (première diffusion + différé 7 jours)

### Épisode 5:Des idiots
- États-Unis /  Canada : 25 octobre 2017 sur ABC / CTV
- France : 3 novembre 2017 sur Netflix
- Québec : 31 janvier 2018 sur Club Illico

- États-Unis : 3,94 millions de téléspectateurs[17] (première diffusion)
- Canada : 1,468 million de téléspectateurs[18] (première diffusion + différé 7 jours)

### Épisode 6:La Collision
- États-Unis /  Canada : 1er novembre 2017 sur ABC / CTV
- France : 10 novembre 2017 sur Netflix
- Québec : 31 janvier 2018 sur Club Illico

- États-Unis : 3,92 millions de téléspectateurs[19] (première diffusion)
- Canada : 1,633 million de téléspectateurs[20] (première diffusion + différé 7 jours)

### Épisode 7:Les Liens du sang
- États-Unis /  Canada : 15 novembre 2017 sur ABC / CTV
- France : 22 novembre 2017 sur Netflix
- Québec : 31 janvier 2018 sur Club Illico

- États-Unis : 4,05 millions de téléspectateurs[21] (première diffusion)
- Canada : 1,403 million de téléspectateurs[22] (première diffusion + différé 7 jours)

### Épisode 8:Chez soi
- États-Unis /  Canada : 29 novembre 2017 sur ABC / CTV
- France : 8 décembre 2017 sur Netflix
- Québec : 31 janvier 2018 sur Club Illico

- États-Unis : 4,03 millions de téléspectateurs[23] (première diffusion)
- Canada : 1,396 million de téléspectateurs[24] (première diffusion + différé 7 jours)

### Épisode 9:La Journée des trois lettres
- États-Unis /  Canada : 6 décembre 2017 sur ABC / CTV
- France : 15 décembre 2017 sur Netflix
- Québec : 31 janvier 2018 sur Club Illico

- États-Unis : 4,03 millions de téléspectateurs[25] (première diffusion)
- Canada : 1,44 million de téléspectateurs[26] (première diffusion + différé 7 jours)

### Épisode 10:La Ligne de feu
- États-Unis /  Canada : 13 décembre 2017 sur ABC / CTV
- France : 22 décembre 2017 sur Netflix
- Québec : 31 janvier 2018 sur Club Illico

- États-Unis : 4,38 millions de téléspectateurs[27] (première diffusion)
- Canada : 1,548 million de téléspectateurs[28] (première diffusion + différé 7 jours)

### Épisode 11:Le Deuil
- États-Unis /  Canada : 28 février 2018 sur ABC[29] / CTV
- France : 9 mars 2018 sur Netflix
- Québec : 5 juillet 2018 sur Club Illico

- États-Unis : 3,72 millions de téléspectateurs[30] (première diffusion)
- Canada : 1,719 million de téléspectateurs[31] (première diffusion + différé 7 jours)

### Épisode 12:L'Ultime frontière
- États-Unis /  Canada : 7 mars 2018 sur ABC / CTV
- France : 16 mars 2018 sur Netflix
- Québec : 5 juillet 2018 sur Club Illico

- États-Unis : 3,60 millions de téléspectateurs[32] (première diffusion)
- Canada : 1,503 million de téléspectateurs[33] (première diffusion + différé 7 jours)

### Épisode 13:Le Péché originel
- États-Unis /  Canada : 14 mars 2018 sur ABC / CTV
- France : 23 mars 2018 sur Netflix
- Québec : 5 juillet 2018 sur Club Illico

- États-Unis : 3,69 millions de téléspectateurs[34] (première diffusion)
- Canada : 1,4 million de téléspectateurs[35] (première diffusion + différé 7 jours)

### Épisode 14:Dans les ténèbres
- États-Unis /  Canada : 21 mars 2018 sur ABC / CTV
- France : 30 mars 2018 sur Netflix
- Québec : 5 juillet 2018 sur Club Illico

- États-Unis : 3,98 millions de téléspectateurs[36] (première diffusion)
- Canada : 1,364 million de téléspectateurs[37] (première diffusion + différé 7 jours)

### Épisode 15:Réunion au sommet
- États-Unis /  Canada : 28 mars 2018 sur ABC / CTV
- France : 6 avril 2018 sur Netflix
- Québec : 5 juillet 2018 sur Club Illico

- États-Unis : 3,80 millions de téléspectateurs[38] (première diffusion)
- Canada : 1,376 million de téléspectateurs[39] (première diffusion + différé 7 jours)

### Épisode 16:Les Retombées
- États-Unis /  Canada : 4 avril 2018 sur ABC / CTV
- France : 13 avril 2018 sur Netflix
- Québec : 5 juillet 2018 sur Club Illico

- États-Unis : 3,84 millions de téléspectateurs[40] (première diffusion)
- Canada : 1,381 million de téléspectateurs[41] (première diffusion + différé 7 jours)

### Épisode 17:Le Prix de la guerre
- États-Unis /  Canada : 11 avril 2018 sur ABC / CTV
- France : 20 avril 2018 sur Netflix
- Québec : 5 juillet 2018 sur Club Illico

- États-Unis : 3,29 millions de téléspectateurs[42] (première diffusion)
- Canada : 1,357 million de téléspectateurs[43] (première diffusion + différé 7 jours)

### Épisode 18:Un raz de marée
- États-Unis /  Canada : 18 avril 2018 sur ABC / CTV
- France : 27 avril 2018 sur Netflix
- Québec : 5 juillet 2018 sur Club Illico

- États-Unis : 3,51 millions de téléspectateurs[44] (première diffusion)
- Canada : 1,264 million de téléspectateurs[45] (première diffusion + différé 7 jours)

### Épisode 19:Une question d'aptitude
- États-Unis /  Canada : 25 avril 2018 sur ABC / CTV
- France : 4 mai 2018 sur Netflix
- Québec : 5 juillet 2018 sur Club Illico

- États-Unis : 3,36 millions de téléspectateurs[46] (première diffusion)
- Canada : 1,309 million de téléspectateurs[47] (première diffusion + différé 7 jours)

### Épisode 20:Une cruelle réception
- États-Unis /  Canada : 2 mai 2018 sur ABC / CTV
- France : 11 mai 2018 sur Netflix
- Québec : 5 juillet 2018 sur Club Illico

- États-Unis : 3,47 millions de téléspectateurs[48] (première diffusion)
- Canada : 1,224 million de téléspectateurs[49] (première diffusion + différé 7 jours)

### Épisode 21:La Cible
- États-Unis /  Canada : 9 mai 2018 sur ABC / CTV
- France : 18 mai 2018 sur Netflix
- Québec : 5 juillet 2018 sur Club Illico

- États-Unis : 3,29 millions de téléspectateurs[50] (première diffusion)
- Canada : 1,283 million de téléspectateurs[51] (première diffusion + différé 7 jours)

### Épisode 22:À bout de course
- États-Unis /  Canada : 16 mai 2018 sur ABC / CTV
- France : 25 mai 2018 sur Netflix
- Québec :Guinea, Conakry

West Africa, 
- États-Unis : 3,54 millions de téléspectateurs[52] (première diffusion)
- Canada : 1,284 million de téléspectateurs[53] (première diffusion + différé 7 jours)